# Хмельники (Підляське воєводство)
Хмельники (пол. Chmielniki) — село в Польщі, у гміні Суховоля Сокульського повіту Підляського воєводства.
Населення — 74 особи (2011).
У 1975-1998 роках село належало до Білостоцького воєводства.

## Демографія
Демографічна структура станом на 31 березня 2011 року:
|          | Загалом | Допрацездатний вік | Працездатний вік | Постпрацездатний вік |
| -------- | ------- | ------------------ | ---------------- | -------------------- |
| Чоловіки | 35      | 3                  | 26               | 6                    |
| Жінки    | 39      | 5                  | 25               | 9                    |
| Разом    | 74      | 8                  | 51               | 15                   |